# كأس ويلز 1970–71
كأس ويلز 1970–71 (بالإنجليزية: 1970–71 Welsh Cup)‏ هو موسم من كأس ويلز. فاز فيه كارديف سيتي.